# Tanaina
Tanaina és una concentració de població designada pel cens dels Estats Units a l'estat d'Alaska. Segons el cens del 2000 tenia 4.993 habitants.

## Demografia
Segons el cens del 2000, Tanaina tenia 4.993 habitants, 1.609 habitatges, i 1.266 famílies La densitat de població era de 71,1 habitants/km².
Dels 1.609 habitatges en un 49,9% hi vivien nens de menys de 18 anys, en un 65,9% hi vivien parelles casades, en un 8,6% dones solteres, i en un 21,3% no eren unitats familiars. En el 14,9% dels habitatges hi vivien persones soles l'1,9% de les quals corresponia a persones de 65 anys o més que vivien soles. El nombre mitjà de persones vivint en cada habitatge era de 3,1 i el nombre mitjà de persones que vivien en cada família era de 3,46.
Per edats la població es repartia de la següent manera: un 35,8% tenia menys de 18 anys, un 7,3% entre 18 i 24, un 32,9% entre 25 i 44, un 20,9% de 45 a 60 i un 3,1% 65 anys o més.
L'edat mediana era de 32 anys. Per cada 100 dones de 18 o més anys hi havia 105,2 homes.
La renda mediana per habitatge era de 64.491 $ i la renda mediana per família de 71.629 $. Els homes tenien una renda mediana de 47.917 $ mentre que les dones 30.474 $. La renda per capita de la població era de 23.967 $. Aproximadament el 6,1% de les famílies i el 7,5% de la població estaven per davall del llindar de pobresa.

## Poblacions més properes
El següent diagrama mostra les poblacions més properes.